# Bidegoian
Bidegoian is een gemeente in de Spaanse provincie Gipuzkoa in de regio Baskenland met een oppervlakte van 14 km². Bidegoyan telt 515 inwoners (1 januari 2016).

## Demografische ontwikkeling
Bron: INE, 1857-2011: volkstellingen
Opm.: In 1964 ontstond Bidegoian door de fusie van de gemeenten Goyaz en Vidania